# Pin-up

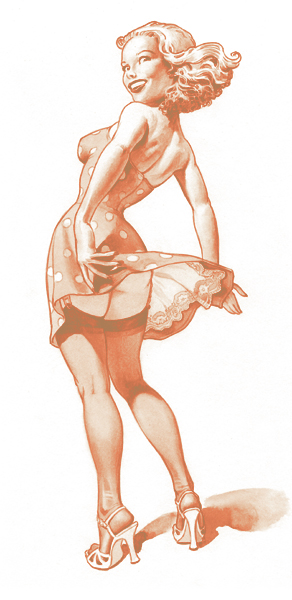
Pin-up girl

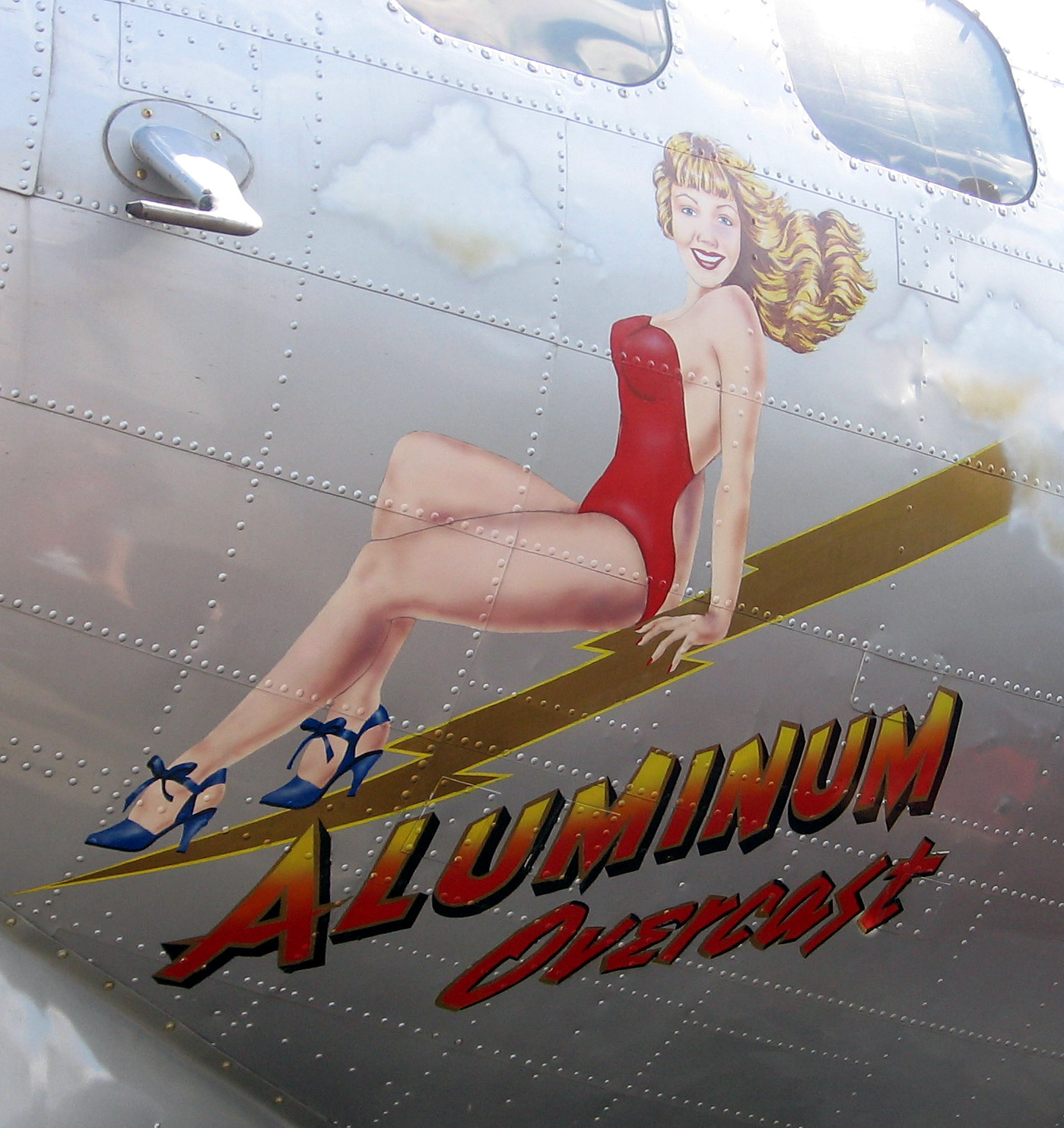
Pin-up girl na kadłubie samolotu

Pin-up (z ang. pin-up – przypiąć, powiesić) – określenie używane wobec trendu wywodzącego się głównie z lat 40. i 50. XX wieku. Pin-up girls (dziewczyny pin-up) były piękne i uśmiechnięte, ubrane w rozkloszowane sukienki lub skąpe stroje/bieliznę. Pojawiały się głównie na plakatach, które mężczyźni przypinali na ścianach (stąd ich nazwa).
Współczesne pin-up girls wzorują się przede wszystkim na modzie tamtych lat, ich charakterystyczną cechą są mocne czarne kreski nad górnymi powiekami, długie rzęsy (często sztuczne), mocno pomalowane na czerwono usta oraz „zarumienione” policzki. Charakterystyczne fryzury to głównie loki podpięte po bokach, grzywki – koniecznie podwinięte lub w formie dużych loków. Najbardziej znaną przedstawicielką nurtu pin-up była Marilyn Monroe.
Jedną ze stylizacji pin-up girl jest stylizacja „marynarska”, dla której charakterystyczne są granaty z bielą lub czerwienie z bielą (najczęściej paski) lub „cukierkowa”, w której dominują kwieciste sukienki – koniecznie rozkloszowane na dole, jak również sukienki w groszki lub paski/prążki. Często pojawiającym się motywem są kokardy i wisienki.